# Baltasar de Zúñiga y Guzmán
Baltasar de Zúñiga Guzmán Sotomayor y Mendoza (Béjar, diciembre de 1658-Madrid, 26 de diciembre de 1727), I duque de Arión y grande de España, más conocido por el título de marqués de Valero que ostentó antes de su elevación a la grandeza, así como IV marqués de Alenquer, fue un aristócrata y político español, miembro del consejo del rey y del consejo de guerra de los reyes Carlos II y Felipe V, virrey y capitán general de Navarra, virrey y capitán general de Cerdeña, virrey, gobernador y capitán general del reino de la Nueva España, presidente de la Real Audiencia de México, mayordomo mayor del rey Felipe V, presidente del consejo de Indias y miembro de la Casa de Zúñiga.

## Filiación
Bautizado el 9 de enero de 1659, era hijo de Juan Manuel de Zúñiga Sotomayor y Mendoza, IX duque de Béjar y de Plasencia, V duque de Mandas y Villanueva, X marqués de Gibraleón, V de Terranova, XIII conde de Belalcázar, X de Bañares, I marqués de Valero, etc., primera voz de la nobleza de Castilla, justicia mayor y alguacil mayor hereditario de Castilla, grande de España, y su esposa Teresa Sarmiento de Silva y Fernández de Híjar, III marquesa de Alenquer, hija de Rodrigo Sarmiento de Silva y Villandrando, VIII conde de Salinas, de Ribadeo y II marqués de Alenquer, y de su esposa Isabel Margarita Fernández de Híjar y Castro-Pinós, IV duquesa de Híjar.

## Patrimonio y Señorío
Su padre Juan Manuel, IX duque de Béjar, fallecido el 14 de noviembre de 1660, en su testamento del 7 de noviembre de 1660 nombra herederos de sus títulos y estados a sus hijos Manuel Diego, X duque de Béjar, Baltasar, II marqués de Valero, y Manuela; por ser menores de edad nombra tutora a su esposa Teresa, duquesa IX de Béjar. Su madre Teresa encarga el tutelaje de Baltasar a su tío Diego Gómez de Silva (hermano de Teresa), nombrándolo su curador por escritura del 28 de mayo de 1664.
Al fallecimiento de Brianda de Zúñiga y Sarmiento de la Cerda, VI marquesa de Ayamonte, acaecido en 1648, surge un largo pleito sobre la sucesión y posesión del marquesado entre Luisa Josefa Manrique de Zúñiga, III marquesa de Villamanrique, y su hijo Manuel Luis de Guzmán con los hermanos Manuel Diego, Baltasar y Manuela.
Pleito mantenido sobre la sucesión del mayorazgo que incluía el marquesado de Valero mantenido por Leonor de Zúñiga y Dávila, marquesa de Loriana y de Baides (nieta de Diego de Zúñiga Sotomayor, hermano menor del padre de Baltasar).
Toma de posesión del lugar de Guijo de Ávila, Salamanca, por su curador Diego Gómez de Silva, realizada el 28 de julio de 1664.
Por sentencia del 21 de abril de 1710 se le da a Baltasar de Zúñiga, marqués de Valero, la posesión del mayorazgo de Ginés.
Por privilegio del 12 de mayo de 1712 confirma el rey Felipe V a Baltasar de Zúñiga, marqués de Valero y Alenquer, hijo y testamentario de su madre Teresa Sarmiento de Silva y Fernández de Híjar, las alcabalas y demás derechos de las villas de Morales y de Talamanca de Jarama, Madrid, así como de Casasola de Arión, Valladolid.
Por escritura de convenio del 4 de junio de 1712 hecha entre Baltasar y su sobrino Juan Manuel, XI duque de Béjar, por la que a Baltasar se adjudican las villas de Casasola de Arión, Salamanca, y Talamaca del Jarama, Madrid. Toma de posesión realizada el 20 de junio de 1712 por Baltasar, marqués de Valero, de la villa de Casasola de Arión, Valladolid, con su jurisdicción, alcabalas y demás derechos.

## Ayuda al Sacro Imperio en la guerra contra la amenaza turca
Viena sitiada por el turco desde julio de 1683 es librada en la victoriosa batalla de Kahlenberg el 12 de septiembre de 1683. El ejército turco se retira y la amenaza turca se concentra en Hungría. Baltasar viaja a Bruselas en febrero de 1686 a reunirse con su hermano mayor Manuel Diego, X duque de Béjar y Plasencia, etc., y juntos tomar parte en la guerra contra el turco, que seguía asediando el imperio de la casa de Austria. En el asalto de Buda, Hungría, recibió su hermano Manuel Diego, General del Regimiento de Caballería de España,  una herida mortal el 17 de julio de 1686, Baltasar sufrió heridas no tan graves. Leopoldo, emperador del Sacro Imperio, escribe a Baltasar de Zúñiga, marqués de Valero, el 31 de julio de 1686 carta de condolencia por el fallecimiento de Manuel Diego, X duque de Béjar y Plasencia. El duque de Lorena escribe al rey Carlos II para felicitarle por el sacrificio realizado por la nobleza española y la pérdida del duque de Béjar.

## Al servicio del rey Carlos II
Baltasar fue miembro del consejo real y de la junta de guerra del rey Carlos II.

### Virrey y Capitán General del Reino de Navarra
El rey Carlos II lo nombró Virrey y capitán general del reino de Navarra, cargo que ejerció del 15 de noviembre de 1692 al 1697. Por provisión real del 8 de julio de 1693 se le concedió la exención del pago del servicio de lanzas durante el tiempo que desempeñe el cargo de virrey de Navarra.
El rey Carlos II y Baltasar de Zúñiga, marqués de Valero, cruzan correspondencia entre 1692 y 1697, así como le envía algunas órdenes. El consejo de Navarra le escribe consultas en 1696. El consejo real le remite cartas de 1693 al 1696.
El rey Carlos II le informa en cartas de 1693 al 1697 sobre la Guerra de los Nueve Años., llamada así porque duró del 1688 al 1697 y se combatió en dos frentes, el uno en Flandes, el otro en Alicante y Barcelona. Baltasar de Zúñiga, marqués de Valero, propone al rey Carlos II tomar la ciudad de Bayona, Francia, con motivo de la guerra de los Nueve Años, para disminuir la presión francesa sobre Cataluña. En el tratado de paz de Rijswijk firmado el 20.09.1697 se devolvieron a España las plazas conquistadas por Francia.

## Al servicio del rey Felipe V
A la muerte del rey Carlos II de España acaecida el 1.º de noviembre de 1700 sin dejar descendencia y de acuerdo a su testamento del 2 de octubre de 1700, le sucedía en la corona de España Felipe duque de Anjou, segundo hijo del Delfín, hijo de su hermana María Teresa y por tanto nieto de Felipe IV, casada con el rey Luis XIV de Francia, quien a su vez era nieto del rey Felipe III de España. El archiduque Carlos pretendiente de la Casa de Austria, quien también tenía derechos por ser hijo del emperador Leopoldo I del Sacro Imperio, otro nieto del rey Felipe III de España, casado con Margarita, hermana mayor del rey Carlos II de España, no quiso reconocer la cláusula testamentaria.  En mayo de 1702 el Sacro Imperio y las potencias europeas aliadas (Inglaterra, Holanda, Saboya y Portugal) declararon a España y Francia la guerra, llamada la Guerra de sucesión, que duró hasta la firma de los tratados de paz en Utrecht en 1713, Rastatt en 1714 y entre Madrid y Viena en 1725.
El rey Felipe V por carta del 8 de mayo de 1701 exige a Baltasar prestarle el juramento de fidelidad y homenaje en el Convento de los Jerónimos de Madrid. Baltasar, respetando el testamento del fallecido rey Carlos II, cumple con la exigencia de Felipe V.

### Virrey y Capitán General del Reino de Cerdeña
El rey Felipe V lo nombra virrey y capitán general del reino de Cerdeña, cargo que ejerció del 1704 al 1707. Baltasar cruzó correspondencia con el rey Felipe V y con miembros del consejo de estado sobre asuntos relacionados con su cargo.
El conde de Frigiliana le informa por cartas del 19 de septiembre, 14 de octubre y del 1.º de noviembre de 1705, así como del 26 de marzo de 1707 sobre temas administrativos y militares relacionados con la Guerra de Sucesión.
Por carta del 28 de junio de 1708 el rey Felipe V le prorroga sus servicios a la corona de España y lo nombra miembro del consejo del rey y del consejo de guerra

### Virrey, gobernador y capitán general del Reino de la Nueva España
Baltasar de Zúñiga fue nombrado por el rey Felipe V el 22 de noviembre de 1715 virrey, gobernador y capitán general del reino de la Nueva España y presidente de la real audiencia de México.  Salió con su comitiva del puerto de Cádiz el 10 de marzo de 1716 en la nave "La Hermiona" mandada por el maestre Antonio García, con los navíos de la escuadra al mando de su jefe Fernando Chacón para la Nueva España. Hizo su entrada oficial en la Ciudad de México el 16 de agosto de 1716. Fue el primer virrey soltero que tuvo la Nueva España.
Al comienzo de su gobierno recibió la noticia de que los indios en Texas sufrían de hambre y no podían servir a los colonos. Los colonos sin ayuda de los indios abandonarían las poblaciones y Texas se iba a perder por esa razón. El marqués de Valero ordenó se socorriera a esa región y que se enseñase a los indios el cultivo de la tierra y la cría de ganado, para que se abastecieran en sus necesidades, como se hizo. Creó puestos avanzados para evitar la invasión de colonos franceses.
Los caciques indígenas de La Florida reunidos en Panzacola en 1717 quisieron venir a la Ciudad de México, se les facilitó el viaje en un barco de la flota de Barlovento que los trajo a Veracruz y de allí en diligencia marcharon a la capital, donde fueron muy bien recibidos y bautizados y ofrecieron ser amigos de los españoles, compromiso que cumplieron.
Durante esta época la corona de España ordenó se estableciera el monopolio del tabaco en Cuba y en México, desapareciendo las fábricas privadas que antes lo labraban. Este negocio representó una gran entrada de dinero para la corona.
Al mismo tiempo que se desalojaban definitivamente de la Laguna de Términos a los ingleses que se dedicaban al corte y al contrabando de maderas finas, el virrey, marqués de Valero, se ocupó de ir colonizando el territorio de Texas, fundó en 1718 la ciudad de San Antonio de Béjar en Texas y creó puestos avanzados para evitar que los franceses se establecieran en esos lugares. En el llamado "Palacio del Gobernador" de San Antonio de Béjar se conserva su retrato y una fotocopia de su partida de bautismo.
En la Sierra Gorda, del ahora Estado de Tamaulipas, se llevó a cabo la pacificación de los indios lipanes, estableciendo algunas misiones. Durante su gobierno se emprendieron campañas militares y de evangelización forzada contra las poblaciones indígenas de Nayarit. El ídolo que más veneraban fue traído a México y la Inquisición en una Acto de Fe lo hizo quemar. La provincia era rica en minerales.  Una de las poblaciones tomó el nombre de San Francisco de Valero. También se reconstruyeron las fortificaciones de Florida.
Fundó en México el convento de Indias Capuchinas que se llamó de Corpus Christi para indios nobles. El día de Corpus, 16 de junio de 1718, después de la procesión y de regreso a palacio, el virrey marqués de Valero fue atacado con un cuchillo por un individuo llamado Nicolás Camacho, quien no logró herirlo por haber sido detenido a tiempo y fue enviado al hospital de San Hipólito para enfermos mentales.
El cardenal Giulio Alberoni, protegido de la reina Isabel de Farnesio, figura principal de 1716 a 1719 en el gobierno del rey Felipe V, inicia una política agresiva con el fin de recuperar los reinos españoles en Italia, provocando el acercamiento de Inglaterra a Francia. Inglaterra declara la guerra a España el 29 de diciembre de 1718 y Francia el 9 de enero de 1719.
Estos hechos repercutieron en la América. Los colonos franceses invadieron Pensacola el 19 de mayo de 1719, a consecuencia de la guerra entre España y Francia, y fueron obligados por las tropas del virrey a rendirse. Ante la amenaza de una nueva invasión los colonos se retiraron a Coahuila. El virrey, marqués de Valero, no aceptó la capitulación y envió tropas bajo el mando del nuevo gobernador de Florida y Texas, don Agustín Echeverri y Subiza, marqués de San Miguel de Aguayo, con 500 milicianos para ocupar la bahía del Espíritu Santo, desalojando a los franceses que allí se habían establecido, ordenando que cesaran las hostilidades y restablecieran las misiones y los presidios.
El Virrey marqués de Valero se ocupó en hacer que los franceses, que habían fundado colonias importantes en la isla Hispaniola, fueran desalojados. En 1720 se ajustó una paz definitiva entre España y Francia y entonces hubo necesidad de emprender operaciones para arrojar a los daneses, que se habían apoderado de las islas de San Juan y Santo Tomás, que fortificaron y en las que montaron artillería. A fines de 1720 se celebró la primera feria de Jalapa, organizada por los comerciantes y en 1722 se publicó el primer periódico en la capital de México.
Durante su gobierno la corona nombró visitador al inquisidor de México don Francisco Garzarón. El fiscal de la Audiencia de México, Ambrosio de Santaella Melgarejo, realizó la residencia final.

### Sumiller de Corpsy Presidente del Consejo de Indias
Al efectuarse el matrimonio del príncipe de Asturias, el futuro rey Luis I, con la princesa de Orleáns el marqués de Valero fue nombrado Mayordomo mayor del rey en Madrid, por lo que tuvo que entregar el gobierno de la Nueva España el 15 de octubre de 1722. Baltasar estuvo presente el 10 de enero de 1724 en el monasterio de El Escorial, Madrid, en la ceremonia de abdicación del rey Felipe V en la persona de su hijo Luis, estando presentes los infantes Fernando y Carlos y otros personajes.
El rey Luis I lo nombra en enero de 1724 Presidente del consejo de Indias. El reinado de Luis I fue muy corto, falleció el 31 de agosto de 1724, volviendo a reinar Felipe V hasta su fallecimiento en 1746.
El rey Felipe V le concedió el 20 de septiembre de 1725 el título de I duque de Arión con Grandeza de España de primera clase para él y sus sucesores. Ese mismo año es designado para el influyente cargo cortesano de Sumiller de Corps del Monarca. Dos años más tarde, el 6 de noviembre de 1727, el rey Felipe V le concede usar estampilla para su firma.
Baltasar estuvo gestionando su matrimonio con Victoria Francisca de Saboya, hija del duque de Saboya Víctor Amadeo II, pero que por diversos motivos no llegó a concretarse. Otorgó testamento el 4 de diciembre de 1727. Baltasar falleció, sin haber tomado estado, en Madrid el 26 de diciembre de 1727. Por disposición testamentaria su corazón fue enviado a México y es conservado en la capilla de la Iglesia Convento de Corpus Christi fundada por él.

## Antepasados
| \| \| \| \| \| \| \| \| \| \| \| \| \| \| \| \| \| \| \| \| 16. Francisco Diego López de Zúñiga Sotomayor, V duque de Béjar \| \| \| \| \| \| \| \| \| \| \| \| \| \| \| \| \| \| \| \| \| \| \| \| \| \| \| \| \| \| \| \| \| \| \| \| \| \| \| \| \| \| \| \| \| \| \| \| \| \| \| \| \| \| 8. Alonso Diego López de Zúñiga Sotomayor, VI duque de Béjar \| \| \| \| \| \| \| \| \| \| \| \| \| \| \| \| \| \| \| \| \| \| \| \| \| \| \| \| \| \| \| \| \| \| \| \| \| \| \| \| \| \| \| \| \| \| \| \| \| \| \| \| \| \| 17. María Andrea de Guzmán y Zúñiga \| \| \| \| \| \| \| \| \| \| \| \| \| \| \| \| \| \| \| \| \| \| \| \| \| \| \| \| \| \| \| \| \| \| \| \| \| \| \| \| \| \| \| \| \| \| \| \| \| \| \| \| \| \| 4. Francisco Diego López de Zúñiga Sotomayor, VII duque de Béjar \| \| \| \| \| \| \| \| \| \| \| \| \| \| \| \| \| \| \| \| \| \| \| \| \| \| \| \| \| \| \| \| \| \| \| \| \| \| \| \| \| \| \| \| \| \| \| \| \| \| \| \| \| \| 18. Íñigo López de Mendoza, V duque del Infantado \| \| \| \| \| \| \| \| \| \| \| \| \| \| \| \| \| \| \| \| \| \| \| \| \| \| \| \| \| \| \| \| \| \| \| \| \| \| \| \| \| \| \| \| \| \| \| \| \| \| \| \| \| \| 9. Juana de Mendoza \| \| \| \| \| \| \| \| \| \| \| \| \| \| \| \| \| \| \| \| \| \| \| \| \| \| \| \| \| \| \| \| \| \| \| \| \| \| \| \| \| \| \| \| \| \| \| \| \| \| \| \| \| \| 19. Luisa Enríquez \| \| \| \| \| \| \| \| \| \| \| \| \| \| \| \| \| \| \| \| \| \| \| \| \| \| \| \| \| \| \| \| \| \| \| \| \| \| \| \| \| \| \| \| \| \| \| \| \| \| \| \| \| \| 2. Juan Manuel López de Zúñiga Sotomayor, IX duque de Béjar \| \| \| \| \| \| \| \| \| \| \| \| \| \| \| \| \| \| \| \| \| \| \| \| \| \| \| \| \| \| \| \| \| \| \| \| \| \| \| \| \| \| \| \| \| \| \| \| \| \| \| \| \| \| 20. Íñigo López de Mendoza, III marqués de Mondéjar \| \| \| \| \| \| \| \| \| \| \| \| \| \| \| \| \| \| \| \| \| \| \| \| \| \| \| \| \| \| \| \| \| \| \| \| \| \| \| \| \| \| \| \| \| \| \| \| \| \| \| \| \| \| 10. Juan Hurtado de Mendoza, II duque de Mandas \| \| \| \| \| \| \| \| \| \| \| \| \| \| \| \| \| \| \| \| \| \| \| \| \| \| \| \| \| \| \| \| \| \| \| \| \| \| \| \| \| \| \| \| \| \| \| \| \| \| \| \| \| \| 21. María de Mendoza \| \| \| \| \| \| \| \| \| \| \| \| \| \| \| \| \| \| \| \| \| \| \| \| \| \| \| \| \| \| \| \| \| \| \| \| \| \| \| \| \| \| \| \| \| \| \| \| \| \| \| \| \| \| 5. Ana de Mendoza, III duquesa de Mandas \| \| \| \| \| \| \| \| \| \| \| \| \| \| \| \| \| \| \| \| \| \| \| \| \| \| \| \| \| \| \| \| \| \| \| \| \| \| \| \| \| \| \| \| \| \| \| \| \| \| \| \| \| \| 22. Íñigo López de Mendoza, V duque del Infantado (=18.) \| \| \| \| \| \| \| \| \| \| \| \| \| \| \| \| \| \| \| \| \| \| \| \| \| \| \| \| \| \| \| \| \| \| \| \| \| \| \| \| \| \| \| \| \| \| \| \| \| \| \| \| \| \| 11. Ana de Mendoza, VI duquesa del Infantado \| \| \| \| \| \| \| \| \| \| \| \| \| \| \| \| \| \| \| \| \| \| \| \| \| \| \| \| \| \| \| \| \| \| \| \| \| \| \| \| \| \| \| \| \| \| \| \| \| \| \| \| \| \| 23. Luisa Enríquez (=19.) \| \| \| \| \| \| \| \| \| \| \| \| \| \| \| \| \| \| \| \| \| \| \| \| \| \| \| \| \| \| \| \| \| \| \| \| \| \| \| \| \| \| \| \| \| \| \| \| \| \| \| \| \| \| 1. Baltasar de Zúñiga, I duque de Arión \| \| \| \| \| \| \| \| \| \| \| \| \| \| \| \| \| \| \| \| \| \| \| \| \| \| \| \| \| \| \| \| \| \| \| \| \| \| \| \| \| \| \| \| \| \| \| \| \| \| \| \| \| \| 24. Ruy Gómez de Silva, I duque de Pastrana \| \| \| \| \| \| \| \| \| \| \| \| \| \| \| \| \| \| \| \| \| \| \| \| \| \| \| \| \| \| \| \| \| \| \| \| \| \| \| \| \| \| \| \| \| \| \| \| \| \| \| \| \| \| 12. Diego de Silva y Mendoza, I marqués de Alenquer \| \| \| \| \| \| \| \| \| \| \| \| \| \| \| \| \| \| \| \| \| \| \| \| \| \| \| \| \| \| \| \| \| \| \| \| \| \| \| \| \| \| \| \| \| \| \| \| \| \| \| \| \| \| 25. Ana de Mendoza, II duquesa de Francavila \| \| \| \| \| \| \| \| \| \| \| \| \| \| \| \| \| \| \| \| \| \| \| \| \| \| \| \| \| \| \| \| \| \| \| \| \| \| \| \| \| \| \| \| \| \| \| \| \| \| \| \| \| \| 6. Rodrigo Sarmiento de Silva, VIII conde de Salinas \| \| \| \| \| \| \| \| \| \| \| \| \| \| \| \| \| \| \| \| \| \| \| \| \| \| \| \| \| \| \| \| \| \| \| \| \| \| \| \| \| \| \| \| \| \| \| \| \| \| \| \| \| \| 26. Rodrigo Sarmiento, IV conde de Salinas \| \| \| \| \| \| \| \| \| \| \| \| \| \| \| \| \| \| \| \| \| \| \| \| \| \| \| \| \| \| \| \| \| \| \| \| \| \| \| \| \| \| \| \| \| \| \| \| \| \| \| \| \| \| 13. Marina Sarmiento, VII condesa de Salinas \| \| \| \| \| \| \| \| \| \| \| \| \| \| \| \| \| \| \| \| \| \| \| \| \| \| \| \| \| \| \| \| \| \| \| \| \| \| \| \| \| \| \| \| \| \| \| \| \| \| \| \| \| \| 27. Antonia de Ulloa \| \| \| \| \| \| \| \| \| \| \| \| \| \| \| \| \| \| \| \| \| \| \| \| \| \| \| \| \| \| \| \| \| \| \| \| \| \| \| \| \| \| \| \| \| \| \| \| \| \| \| \| \| \| 3. Teresa Sarmiento de la Cerda \| \| \| \| \| \| \| \| \| \| \| \| \| \| \| \| \| \| \| \| \| \| \| \| \| \| \| \| \| \| \| \| \| \| \| \| \| \| \| \| \| \| \| \| \| \| \| \| \| \| \| \| \| \| 28. Luis Fernández de Híjar, duque y XI señor de Híjar \| \| \| \| \| \| \| \| \| \| \| \| \| \| \| \| \| \| \| \| \| \| \| \| \| \| \| \| \| \| \| \| \| \| \| \| \| \| \| \| \| \| \| \| \| \| \| \| \| \| \| \| \| \| 14. Juan Francisco Fernández de Híjar, II duque de Híjar \| \| \| \| \| \| \| \| \| \| \| \| \| \| \| \| \| \| \| \| \| \| \| \| \| \| \| \| \| \| \| \| \| \| \| \| \| \| \| \| \| \| \| \| \| \| \| \| \| \| \| \| \| \| 29. Hipólita Fernández de Heredia \| \| \| \| \| \| \| \| \| \| \| \| \| \| \| \| \| \| \| \| \| \| \| \| \| \| \| \| \| \| \| \| \| \| \| \| \| \| \| \| \| \| \| \| \| \| \| \| \| \| \| \| \| \| 7. Isabel Margarita Fernández de Híjar, III duquesa de Híjar \| \| \| \| \| \| \| \| \| \| \| \| \| \| \| \| \| \| \| \| \| \| \| \| \| \| \| \| \| \| \| \| \| \| \| \| \| \| \| \| \| \| \| \| \| \| \| \| \| \| \| \| \| \| 30. Pedro Galcerán de Castro-Pinós, XI vizconde de Illa \| \| \| \| \| \| \| \| \| \| \| \| \| \| \| \| \| \| \| \| \| \| \| \| \| \| \| \| \| \| \| \| \| \| \| \| \| \| \| \| \| \| \| \| \| \| \| \| \| \| \| \| \| \| 15. Francisca de Castro-Pinós, III condesa de Vallfagona \| \| \| \| \| \| \| \| \| \| \| \| \| \| \| \| \| \| \| \| \| \| \| \| \| \| \| \| \| \| \| \| \| \| \| \| \| \| \| \| \| \| \| \| \| \| \| \| \| \| \| \| \| \| 31. Petronila de Zurita Castro y Peramola \| \| \| \| \| \| \| \| \| \| \| \| \| \| \| \| \| \| \| \| \| \| \| \| \| \| \| \| \| \| \| \| \| \| \| \| \| \| \| \| \| \| \| \| \| \| \| \| \| \| \| \| |                                                                  |  |  |  |  |  |  |  |  |  |  |  |  |  |  |  |
| |                                                                  |  |  |  |  |  |  |  |  |  |  |  |  |  |  |  |
| | 16. Francisco Diego López de Zúñiga Sotomayor, V duque de Béjar  |  |  |  |  |  |  |  |  |  |  |  |  |  |  |  |
| |                                                                  |  |  |  |  |  |  |  |  |  |  |  |  |  |  |  |
| |                                                                  |  |  |  |  |  |  |  |  |  |  |  |  |  |  |  |
| | 8. Alonso Diego López de Zúñiga Sotomayor, VI duque de Béjar     |  |  |  |  |  |  |  |  |  |  |  |  |  |  |  |
| |                                                                  |  |  |  |  |  |  |  |  |  |  |  |  |  |  |  |
| |                                                                  |  |  |  |  |  |  |  |  |  |  |  |  |  |  |  |
| | 17. María Andrea de Guzmán y Zúñiga                              |  |  |  |  |  |  |  |  |  |  |  |  |  |  |  |
| |                                                                  |  |  |  |  |  |  |  |  |  |  |  |  |  |  |  |
| |                                                                  |  |  |  |  |  |  |  |  |  |  |  |  |  |  |  |
| | 4. Francisco Diego López de Zúñiga Sotomayor, VII duque de Béjar |  |  |  |  |  |  |  |  |  |  |  |  |  |  |  |
| |                                                                  |  |  |  |  |  |  |  |  |  |  |  |  |  |  |  |
| |                                                                  |  |  |  |  |  |  |  |  |  |  |  |  |  |  |  |
| | 18. Íñigo López de Mendoza, V duque del Infantado                |  |  |  |  |  |  |  |  |  |  |  |  |  |  |  |
| |                                                                  |  |  |  |  |  |  |  |  |  |  |  |  |  |  |  |
| |                                                                  |  |  |  |  |  |  |  |  |  |  |  |  |  |  |  |
| | 9. Juana de Mendoza                                              |  |  |  |  |  |  |  |  |  |  |  |  |  |  |  |
| |                                                                  |  |  |  |  |  |  |  |  |  |  |  |  |  |  |  |
| |                                                                  |  |  |  |  |  |  |  |  |  |  |  |  |  |  |  |
| | 19. Luisa Enríquez                                               |  |  |  |  |  |  |  |  |  |  |  |  |  |  |  |
| |                                                                  |  |  |  |  |  |  |  |  |  |  |  |  |  |  |  |
| |                                                                  |  |  |  |  |  |  |  |  |  |  |  |  |  |  |  |
| | 2. Juan Manuel López de Zúñiga Sotomayor, IX duque de Béjar      |  |  |  |  |  |  |  |  |  |  |  |  |  |  |  |
| |                                                                  |  |  |  |  |  |  |  |  |  |  |  |  |  |  |  |
| |                                                                  |  |  |  |  |  |  |  |  |  |  |  |  |  |  |  |
| | 20. Íñigo López de Mendoza, III marqués de Mondéjar              |  |  |  |  |  |  |  |  |  |  |  |  |  |  |  |
| |                                                                  |  |  |  |  |  |  |  |  |  |  |  |  |  |  |  |
| |                                                                  |  |  |  |  |  |  |  |  |  |  |  |  |  |  |  |
| | 10. Juan Hurtado de Mendoza, II duque de Mandas                  |  |  |  |  |  |  |  |  |  |  |  |  |  |  |  |
| |                                                                  |  |  |  |  |  |  |  |  |  |  |  |  |  |  |  |
| |                                                                  |  |  |  |  |  |  |  |  |  |  |  |  |  |  |  |
| | 21. María de Mendoza                                             |  |  |  |  |  |  |  |  |  |  |  |  |  |  |  |
| |                                                                  |  |  |  |  |  |  |  |  |  |  |  |  |  |  |  |
| |                                                                  |  |  |  |  |  |  |  |  |  |  |  |  |  |  |  |
| | 5. Ana de Mendoza, III duquesa de Mandas                         |  |  |  |  |  |  |  |  |  |  |  |  |  |  |  |
| |                                                                  |  |  |  |  |  |  |  |  |  |  |  |  |  |  |  |
| |                                                                  |  |  |  |  |  |  |  |  |  |  |  |  |  |  |  |
| | 22. Íñigo López de Mendoza, V duque del Infantado (=18.)         |  |  |  |  |  |  |  |  |  |  |  |  |  |  |  |
| |                                                                  |  |  |  |  |  |  |  |  |  |  |  |  |  |  |  |
| |                                                                  |  |  |  |  |  |  |  |  |  |  |  |  |  |  |  |
| | 11. Ana de Mendoza, VI duquesa del Infantado                     |  |  |  |  |  |  |  |  |  |  |  |  |  |  |  |
| |                                                                  |  |  |  |  |  |  |  |  |  |  |  |  |  |  |  |
| |                                                                  |  |  |  |  |  |  |  |  |  |  |  |  |  |  |  |
| | 23. Luisa Enríquez (=19.)                                        |  |  |  |  |  |  |  |  |  |  |  |  |  |  |  |
| |                                                                  |  |  |  |  |  |  |  |  |  |  |  |  |  |  |  |
| |                                                                  |  |  |  |  |  |  |  |  |  |  |  |  |  |  |  |
| | 1. Baltasar de Zúñiga, I duque de Arión                          |  |  |  |  |  |  |  |  |  |  |  |  |  |  |  |
| |                                                                  |  |  |  |  |  |  |  |  |  |  |  |  |  |  |  |
| |                                                                  |  |  |  |  |  |  |  |  |  |  |  |  |  |  |  |
| | 24. Ruy Gómez de Silva, I duque de Pastrana                      |  |  |  |  |  |  |  |  |  |  |  |  |  |  |  |
| |                                                                  |  |  |  |  |  |  |  |  |  |  |  |  |  |  |  |
| |                                                                  |  |  |  |  |  |  |  |  |  |  |  |  |  |  |  |
| | 12. Diego de Silva y Mendoza, I marqués de Alenquer              |  |  |  |  |  |  |  |  |  |  |  |  |  |  |  |
| |                                                                  |  |  |  |  |  |  |  |  |  |  |  |  |  |  |  |
| |                                                                  |  |  |  |  |  |  |  |  |  |  |  |  |  |  |  |
| | 25. Ana de Mendoza, II duquesa de Francavila                     |  |  |  |  |  |  |  |  |  |  |  |  |  |  |  |
| |                                                                  |  |  |  |  |  |  |  |  |  |  |  |  |  |  |  |
| |                                                                  |  |  |  |  |  |  |  |  |  |  |  |  |  |  |  |
| | 6. Rodrigo Sarmiento de Silva, VIII conde de Salinas             |  |  |  |  |  |  |  |  |  |  |  |  |  |  |  |
| |                                                                  |  |  |  |  |  |  |  |  |  |  |  |  |  |  |  |
| |                                                                  |  |  |  |  |  |  |  |  |  |  |  |  |  |  |  |
| | 26. Rodrigo Sarmiento, IV conde de Salinas                       |  |  |  |  |  |  |  |  |  |  |  |  |  |  |  |
| |                                                                  |  |  |  |  |  |  |  |  |  |  |  |  |  |  |  |
| |                                                                  |  |  |  |  |  |  |  |  |  |  |  |  |  |  |  |
| | 13. Marina Sarmiento, VII condesa de Salinas                     |  |  |  |  |  |  |  |  |  |  |  |  |  |  |  |
| |                                                                  |  |  |  |  |  |  |  |  |  |  |  |  |  |  |  |
| |                                                                  |  |  |  |  |  |  |  |  |  |  |  |  |  |  |  |
| | 27. Antonia de Ulloa                                             |  |  |  |  |  |  |  |  |  |  |  |  |  |  |  |
| |                                                                  |  |  |  |  |  |  |  |  |  |  |  |  |  |  |  |
| |                                                                  |  |  |  |  |  |  |  |  |  |  |  |  |  |  |  |
| | 3. Teresa Sarmiento de la Cerda                                  |  |  |  |  |  |  |  |  |  |  |  |  |  |  |  |
| |                                                                  |  |  |  |  |  |  |  |  |  |  |  |  |  |  |  |
| |                                                                  |  |  |  |  |  |  |  |  |  |  |  |  |  |  |  |
| | 28. Luis Fernández de Híjar, duque y XI señor de Híjar           |  |  |  |  |  |  |  |  |  |  |  |  |  |  |  |
| |                                                                  |  |  |  |  |  |  |  |  |  |  |  |  |  |  |  |
| |                                                                  |  |  |  |  |  |  |  |  |  |  |  |  |  |  |  |
| | 14. Juan Francisco Fernández de Híjar, II duque de Híjar         |  |  |  |  |  |  |  |  |  |  |  |  |  |  |  |
| |                                                                  |  |  |  |  |  |  |  |  |  |  |  |  |  |  |  |
| |                                                                  |  |  |  |  |  |  |  |  |  |  |  |  |  |  |  |
| | 29. Hipólita Fernández de Heredia                                |  |  |  |  |  |  |  |  |  |  |  |  |  |  |  |
| |                                                                  |  |  |  |  |  |  |  |  |  |  |  |  |  |  |  |
| |                                                                  |  |  |  |  |  |  |  |  |  |  |  |  |  |  |  |
| | 7. Isabel Margarita Fernández de Híjar, III duquesa de Híjar     |  |  |  |  |  |  |  |  |  |  |  |  |  |  |  |
| |                                                                  |  |  |  |  |  |  |  |  |  |  |  |  |  |  |  |
| |                                                                  |  |  |  |  |  |  |  |  |  |  |  |  |  |  |  |
| | 30. Pedro Galcerán de Castro-Pinós, XI vizconde de Illa          |  |  |  |  |  |  |  |  |  |  |  |  |  |  |  |
| |                                                                  |  |  |  |  |  |  |  |  |  |  |  |  |  |  |  |
| |                                                                  |  |  |  |  |  |  |  |  |  |  |  |  |  |  |  |
| | 15. Francisca de Castro-Pinós, III condesa de Vallfagona         |  |  |  |  |  |  |  |  |  |  |  |  |  |  |  |
| |                                                                  |  |  |  |  |  |  |  |  |  |  |  |  |  |  |  |
| |                                                                  |  |  |  |  |  |  |  |  |  |  |  |  |  |  |  |
| | 31. Petronila de Zurita Castro y Peramola                        |  |  |  |  |  |  |  |  |  |  |  |  |  |  |  |
| |                                                                  |  |  |  |  |  |  |  |  |  |  |  |  |  |  |  |
| |                                                                  |  |  |  |  |  |  |  |  |  |  |  |  |  |  |  |

| Predecesor: Juan Manuel Fernández Pacheco, marqués de Villena    | Virrey de Navarra 1692 - 1697                | Sucesor: Juan Carlos de Batebile, marqués de Coflans         |
| Predecesor: Ginés Fernando Ruiz de Castro, conde de Lemos        | Virrey de Cerdeña 1704 - 1707                | Sucesor: Pedro Nuño Colón de Portugal, marqués de la Jamaica |
| Predecesor: Fernando de Alencastre, duque de Linares             | Virrey de Nueva España 1716 - 1722           | Sucesor: Juan de Acuña, marqués de Casafuerte                |
| Predecesor: Andrés de Pez                                        | Presidente del Consejo de Indias 1724 - 1727 | Sucesor: Cristóbal Portocarrero, conde de Montijo            |
| Predecesor: Antonio Gaspar de Moscoso Osorio, marqués de Astorga | Sumiller de Corps 1725 - 1727                | Sucesor: Agustín Fernández de Velasco, duque de Frías        |
| Predecesor: Juan Manuel de Zúñiga Sotomayor, duque de Béjar      | marqués de Valero 1660 - 1727                | Sucesor: María Leonor Dávila y Zúñiga, marquesa de Loriana   |
| Predecesor: Título de nueva creación                             | Duque de Arión 1725 - 1727                   | Sucesor: Francisco Alfonso Pimentel                          |